# Eulerův teorém (diferenciální geometrie)
Eulerův teorém je jedno ze základních tvrzení diferenciální geometrie. Dává konkrétní předpis pro křivost dvojrozměrné plochy v závislosti na směru křivky vedoucí po ploše. Teorém je pojmenován po Leonhardu Eulerovi, který jej dokázal v roce 1760.
Křivka na ploše může procházet jedním bodem v různých směrech. Křivky příslušící ploše mohou proto ve stejném bodě vykazovat různé křivkové křivosti. Teorém zavádí pojem hlavní křivosti, což je největší a nejmenší křivková křivost v bodě (značí se {\displaystyle k_{1},k_{2}}). Směry největší a nejmenší křivosti se nazývají hlavní směry.

## Neformální tvrzení
Nechť {\displaystyle M} je plocha v trojrozměrném Euklidovském prostoru a nechť {\displaystyle p} je bod na ploše {\displaystyle M}. Normálová rovina je rovina, která obsahuje normálový vektor k {\displaystyle M} v bodě {\displaystyle p}. Na {\displaystyle M} defunujme křivku, která prochází bodem {\displaystyle p} jako průsečík {\displaystyle M} a libovolné normálové plochy. Křivka vykazuje křivost {\displaystyle k_{t}}, kde {\displaystyle t} je tečný vektor k {\displaystyle M} v {\displaystyle p}, který je tečný také k normálové rovině. Nechť je největší z těchto křivostí {\displaystyle k_{1}} a nejmenší {\displaystyle k_{2}}. Tyto křivosti jsou nazývány hlavní křivosti a jim příslušící směry jsou hlavní směry {\displaystyle t_{1},t_{2}}.
Teorém říká následující: Nechť libovolný tečný vektor {\displaystyle t} svírá úhel {\displaystyle \theta } s vektorem {\displaystyle t_{1}}, pak pro příslušnou křivost platí
{\displaystyle k_{t}=k_{1}\cos ^{2}\theta +k_{2}\sin ^{2}\theta }.
Původní rovnice také může být přepsána jako odchylka od střední křivosti v závislosti na úhlu {\displaystyle \theta }.
{\displaystyle k_{t}={\frac {k_{1}+k_{2}}{2}}+{\frac {1}{2}}(k_{1}-k_{2})\cos(2\theta )\leftrightarrow R={\frac {2\rho _{1}\rho _{2}}{\rho _{1}+\rho _{2}-(\rho _{1}-\rho _{2})\cos(2\theta )}}}
Zde {\displaystyle \rho _{1,2}={\frac {1}{k_{1,2}}}} a {\displaystyle R={\frac {1}{k_{t}}}} jsou příslušné poloměry oskulačních kružnic.

## Důsledky
Z teorému vyplývá, že hlavní směry příslušící hlavním křivostem jsou vždy navzájem kolmé. Stejně tak platí, že součet dvou normálových křivostí ve dvou navzájem kolmých směrech je konstantní.
Střední křivost, která je v bodě definována jako průměr křivostí přes všechny směry, vyžaduje z definice pro spočtení průměrový integrál přes všechny úhly. Díky Eulerově teorému lze přímočaře zintegrovat výraz pro křivost {\displaystyle k} a vychází, že střední křivost je vždy stejná jako aritmetický průměr hlavních křivostí {\displaystyle {\frac {k_{1}+k_{2}}{2}}}. Toto výrazné zjednodušení usnadňuje například identifikaci minimálních povrchů, které jsou se střední křivostí úzce spjaté.